# Bill és Ted haláli túrája
A Bill és Ted haláli túrája (eredeti cím: Bill & Ted's Bogus Journey) 1991-ben bemutatott egész estés amerikai kalandfilm, közvetlen folytatása a Bill és Ted zseniális kalandja című filmnek, s főszereplői is ugyanazok: Bill S. Preston őméltósága (Alex Winter) és Theodore „Ted” Logan (Keanu Reeves). A film munkacíme Bill and Ted Go To Hell (Bill és Ted pokolra jut) volt. A mozifilm az Interscope Communications és a Nelson Entertainment gyártásában készült, az Orion Pictures forgalmazásában jelent meg.
Amerikában 1991. július 19-én mutatták be a mozikban. Habár fogadtatása vegyes volt, az első részhez hasonlóan kult-státuszba került egyes körökben. Folytatása közel harminc év után, 2020-ban jelent meg "Bill és Ted – Arccal a zenébe" címmel.

## Cselekmény
Három év telt el az első rész óta. Bill és Ted ugyan sikerrel átmentek a vizsgán, de együttesük szétesőben van: barátnőikkel ellentétben ugyanis még mindig nem igazán értenek a hangszerekhez. Mindeközben a távoli jövőben Chuck De Nomolos, a tornatanárból lett terrorista úgy dönt, hogy megváltoztatja a múltat, és elbuktatja a Vad Csődöröket a San Dimas-i Bandák Csatáján, amely az első sikert hozó fellépésük lenne. Egy időgép segítségével visszaküldi Bill és Ted robothasonmását a múltba, hogy végezzenek velük. Ördögi tervét Rufus egyik óráján jelenti be és itt lopja el az időutazáshoz szükséges telefonfülkét is. A nagy kavarodásban, amit keltenek, Rufus is velük tart, de szemlátomást elvész az időben.
Közben Mrs. Wardroe, a Bandák Csatájának szervezője úgy dönt, hogy ad nekik egy esélyt, és felléphetnek a rendezvényen, de csak utolsóként. Bill és Ted számára létfontosságú megnyerni a versenyt, mert az lemezfelvétellel és 25 ezer dollár jutalommal jár együtt. A hír halatán úgy döntenek, végre eljegyzik barátnőiket. Ekkor érkeznek meg a robotok, akik az a jövőbeli énjeinek adják ki magukat, majd kicsalják a két fiút egy sziklaszirtre, ahonnét lelökik őket, s emiatt szörnyethalnak. Ezután nekilátnak, hogy Bill és Ted renoméját módszeresen tönkretegyék viselkedésükkel és elérik, hogy a barátnőik felbontsák a jegyességet.
Ekkor eljön értük a Halál, hogy begyűjtse a lelküket. Megszabadulhatnak, ha legyőzik egy játékban, amit még soha senki nem nyert még meg. Bill és Ted ezt elkerülve trükkösen kicselezik a kaszást és bemennek a városba. Először egy rendőrnek és Ted apjának képében próbálják elmesélni, mi történt velük, de nem figyelnek rájuk. Majd egy szellemidéző szeánszon próbálkoznak Missynél, de itt csapdába ejtik lelküket, és a pokolra kerülnek. Itt a Sátán parancsára saját kárhozatot kell választaniuk: Oates ezredest az alaszkai katonai iskolából; Bill nagymamáját, akinek egy puszit kellene adni; vagy a húsvéti nyulat. Mivel nem tudnak menekülni, az egyetlen választásuk az, hogy könyörögnek a Halálnak, hogy játszhassanak vele.
Számtalan társasjátékban győznek ellene, s végül a Halál elismeri, hogy vesztett: felviszi őket a mennyországba, ahol Isten biztosan tudja a megoldást gondjaikra. Hárman mennek tehát tovább, s miután megválaszolják a kérdést (mi az élet értelme?), bebocsátást nyernek a mennyekbe. Isten segítségükre adja az Univerzum legokosabb élőlényét (aki két lényre is szét tud válni), s visszajuttatja őket az életbe.
Immáron négyesben jutnak vissza a Bandák Csatájára, ahol gonosz roboténjeik fogságba ejtették Joannát és Elizabeth-et, azt tervezve, hogy a koncert után megölik őket. Tudós barátjuk két robotot fabrikál, akik segítenek elpusztítani az ellenük küldött gyilkos robotokat. Ám ekkor megérkezik De Nomolos is, hogy személyesen végezzen velük. De Nomolos átveszi az irányítást a tévéműsorokat közvetítő műholdak felett, ezért világuralmat felvázoló beszédét az egész világon látják a nézők (Kínában egyből feliratozva jelenik meg). Ekkor egy trükkös párbeszéd során az időutazást kihasználva lefegyverzik De Nomolost. Ezután beszállnak az időgépbe, hogy hosszabb ideig gyakorolják a gitározást, majd idősebb alteregóik lépnek ki (feleségeikkel és csecsemőikkel), és egy hatalmas koncertet adnak, amit az egész világon közvetítenek. Ezzel megnyerik a zenekarok csatáját. Végül az is kiderül, hogy Mrs. Wardroe álcája mögött valójában mindvégig Rufus volt.
A záró képsorok alatt a Vad Csődörök játszik (valójában a Kiss a "God Gave Rock 'n Roll To You II" című számot), és ezalatt újságcímoldalakon mutatják be, mi történt a bandával a fellépés után.

## Szereplők
| Főszereplő                 | Színész             | Magyar hang (eredeti) | Magyar hang (MGM) |
| -------------------------- | ------------------- | --------------------- | ----------------- |
| Ted "Theodore" Logan       | Keanu Reeves        | Mikula Sándor         | Markovics Tamás   |
| Bill S. Preston Őméltósága | Alex Winter         | Bolba Tamás           | Berkes Bence      |
| Rufus                      | George Carlin       | Juhász Jácint         |                   |
| Halál                      | William Sadler      | Zubornyák Zoltán      |                   |
| Chuck de Nomolos           | Joss Ackland        | Beregi Péter          | Barbinek Péter    |
| Ms. Wardroe                | Pam Grier           | Papp Ági              |                   |
| Sir James Martin           | Jim Martin          | Szűcs Sándor          |                   |
| Oates ezredes              | Chelcie Ross        | Uri István            |                   |
| Logan százados             | Hal Landon Jr.      | Balázsi Gyula         | Breyer Zoltán     |
| Missy                      | Amy Stock-Poynton   |                       |                   |
| Mr. Preston                | J. Patrick McNamara |                       |                   |
| Joanna hercegnő            | Diane Franklin      | Dudás Eszter          | Vadász Bea        |
| Elizabeth hercegnő         | Kimberley Kates     | Papp Ági              | Molnár Ilona      |
| Kirk kapitány              | William Shatner     | Lázár Sándor          |                   |

A Bandák Csatája során megjelenik a Primus együttes. Jim Martin, aki akkoriban a Faith No More gitárosa volt, szintén szerepel a filmben, akit úgy mutat be Rufus a tanítványainak, mint Sir James Martin, az "Elég a Hitből Spirituális és Teológiai Intézet" alapítója. Candace és Lauren Mead játsszák "Kicsi Billt" és "Kicsi Tedet", róluk a harmadik részben derül ki, hogy lányok: Billie Logan és Thea Preston.
William Sadler azért vállalta el a Halál szerepét, mert ekkoriban számos gonosz karaktert alakított, és szeretett volna komikus szerepben feltűnni.

## Filmzene
A film zenéje, akárcsak az első részé, CD-n is megjelent.
1. Slaughter – Shout It Out
2. Winger – Battle Stations
3. Kiss – God Gave Rock 'n Roll To You II
4. Neverland – Drinking Again
5. Richie Kotzen – Dream Of A New Day
6. Steve Vai – The Reaper („a kaszás”)
7. Faith No More – The Perfect Crime
8. Megadeth – Go To Hell
9. Primus – Tommy The Cat
10. King's X – Junior's Gone Wild
11. Love On Ice – Showdown
12. Steve Vai – The Reaper Rap

A Bandák Csatája alatt Steve Vai "Final Guitar Solo" című dala szól és úszik át a Kiss "God Gave Rock 'n Roll To You II" című számába. Valamennyi riffet, amikor a srácok léggitároznak a filmben, Steve Vai játszott fel.

## Popkulturális utalások
- Bill és Ted a társasjátékozás után megjegyzik, hogy "nem félnek a haláltól". Ez egy utalás a Blue Öyster Cult "Don't Fear The Reaper" című számára.
- A mennyországba való belépés feltétele, hogy Bill és Ted válaszoljanak egy egyszerű kérdésre: mi az élet értelme? Válaszként a Poison "Every Rose Has Its Thorn" című számának refrénjét idézik.